# Kanton La Désirade
Kanton La Désirade is een voormalig kanton van het Franse departement Guadeloupe. Kanton La Désirade maakte deel uit van het arrondissement Pointe-à-Pitre en telde 1 621 inwoners (Recensement 1999).
In 2015 werd het kanton Anse-Bertrand samengevoegd met Kanton Saint-François.

## Gemeenten
Het kanton La Désirade omvatte de volgende gemeente:
- La Désirade : 1.621 inwoners